# 大東海
大東海（だいとうかい）は、中華人民共和国海南省三亜市東部新市街区の海岸風景区。水上娯楽が多くある。海南島南部の鹿回頭に隣接した位置に所在する。

## ギャラリー
|  |  |  |
|  |  |  |